# Michael Dickerson
Michael DeAngelo Dickerson (Greenville, Carolina del Sur, 25 de junio de 1975) es un exjugador de baloncesto estadounidense que jugó durante 5 temporadas en la NBA. Con 1,96 metros de estatura, jugaba en la posición de escolta. Es primo del también exjugador de la NBA David Wesley. Militó en las filas del Palencia Baloncesto de LEB Oro al final de la temporada 2009/10, decidiendo no aceptar la renovación ofertada por el club, y optó por retirarse definitivamente.

## Trayectoria deportiva

### Universidad
Dickerson creció en Kent y Federal Way, Washington, y jugó al baloncesto en el Instituto Decatur y en el Instituto Federal Way. Posteriormente asistió a la Universidad de Arizona, donde pasó cuatro temporadas y ganó el campeonato de la NCAA en 1997. Aquella temporada promedió 18.9 puntos, su mayor promedio en la universidad, y lideró al equipo en anotación en 19 de los 36 partidos disputados. Dejó los Wildcats como el quinto máximo anotador de la historia de la universidad con 1.791 puntos, anotando además en dobles figuras en 83 ocasiones, 36 de ellas por encima de los 20 puntos y 7 por encima de los 30. En su última campaña en Arizona fue incluido en el mejor quinteto de la Pacific Ten Conference por segundo año consecutivo y en el tercer equipo del All-America tras promediar 18 puntos por partido. En su año júnior fue nombrado All-America.

### NBA
Dickerson fue seleccionado en la 14.ª posición del Draft de la NBA de 1998 por Houston Rockets, donde pasó una temporada y promedió 10.9 puntos, siendo nombrado en el segundo mejor quinteto de rookies. Al final de la temporada fue traspasado a Vancouver Grizzlies a cambio de Steve Francis, recientemente elegido en el draft, debido a que éste no quería jugar en un equipo canadiense. La temporada 1999-00 fue la única en la que Dickerson disputó los 82 partidos de liga regular, aportando 18.2 puntos, 3.4 rebotes, 2.5 asistencias y 1.41 robos de balón. En la siguiente campaña sus promedios anotadores hasta los 16.3 puntos en 70 encuentros. Tras el traslado de los Grizzlies a Memphis, Dickerson jugaría diez partidos en dos temporadas por culpa de las lesiones.
El 27 de octubre de 2003 los Grizzlies cortaron a Dickerson y optó por la retirada debido a las graves lesiones de ligamento e ingle de las que no pudo recuperarse plenamente. En 2008, tras ser invitado por Cleveland Cavaliers a los training camp, intentó volver a la NBA, pero fue cortado en octubre. A lo largo de su carrera profesional promedió 15.4 puntos, 2.9 rebotes y 2.6 asistencias en 212 partidos.
Durante su retirada viajó por la India y el Tíbet.En el año 2009 se desplazó a España por motivos familiares, ya que es primo del también jugador Josh Fisher, y por ello estuvo entrenando con el Gran Canaria de la ACB, para poder ganarse una oportunidad de volver al baloncesto profesional, y en diciembre de 2009 logró una oportunidad al firmar un contrato de un mes con el Palencia Baloncesto de LEB ORO, prorrogable hasta final de temporada en función de su rendimiento, aunque el 28 de febrero de ese año el jugador no aceptó la renovación ofertada por el club palentino.

## Estadísticas de su carrera en la NBA

### Temporada regular
| Año     | Equipo    | PJ  | PT  | MPP  | %TC  | %3P  | %TL   | RPP | APP | ROB | TPP | PPP  |
| ------- | --------- | --- | --- | ---- | ---- | ---- | ----- | --- | --- | --- | --- | ---- |
| 1998–99 | Houston   | 50  | 50  | 31.2 | .465 | .433 | .639  | 1.7 | 1.9 | 0.5 | 0.2 | 10.9 |
| 1999–00 | Vancouver | 82  | 82  | 37.8 | .436 | .409 | .830  | 3.4 | 2.5 | 1.4 | 0.5 | 18.2 |
| 2000–01 | Vancouver | 70  | 69  | 37.4 | .417 | .374 | .763  | 3.3 | 3.3 | 0.9 | 0.4 | 16.3 |
| 2001–02 | Memphis   | 4   | 4   | 31.0 | .313 | .381 | .833  | 3.0 | 2.3 | 0.8 | 0.3 | 10.8 |
| 2002–03 | Memphis   | 6   | 1   | 14.5 | .417 | .364 | 1.000 | 1.0 | 1.3 | 0.8 | 0.2 | 4.8  |
| Total   | Total     | 212 | 206 | 35.3 | .432 | .402 | .784  | 2.9 | 2.6 | 1.0 | 0.4 | 15.4 |

### Playoffs
| Año   | Equipo  | PJ | PT | MPP  | %TC  | %3P  | %TL  | RPP | APP | ROB | TPP | PPP |
| ----- | ------- | -- | -- | ---- | ---- | ---- | ---- | --- | --- | --- | --- | --- |
| 1999  | Houston | 4  | 4  | 20.5 | .273 | .375 | .500 | 1.0 | 0.8 | 0.5 | 0.8 | 4.3 |
| Total | Total   | 4  | 4  | 20.5 | .273 | .375 | .500 | 1.0 | 0.8 | 0.5 | 0.8 | 4.3 |